# Malteščina
Malteščina ali tudi melitščina je semitski jezik, v katerem se čuti vpliv različnih sosednjih jezikov: hebrejskega, italijanskega, angleškega, najbolj pa arabskega. Skozi zgodovino je bila malteščina dolgo časa samo govorjeni jezik; prvič je bila namreč zapisana šele v začetku 20. stoletja.
Malteška abeceda ima 29 črk: pet samoglasnikov in 24 soglasnikov. Je edini semitski jezik, pisan v latinski pisavi. 
Odkar je Malta leta 1964 postala samostojna država, je malteščina postala uradni državni jezik. Kljub temu pa večina Maltežanov tekoče govori angleško in jo tudi veliko uporablja v vsakdanjem življenju.